# 히로세촌 (미야기현)
히로세촌(広瀬村)은 1889년부터 1955년까지 미야기현 미야기군에 북서부에 위치했던 촌이다. 1955년 2월 1일에 오사와촌과 합병해 미야기촌의 일부가 되었다. 미야기정을 거쳐 센다이시 아오바구의 일부에 해당한다.

## 역사
1889년 4월 1일에 사쿠나미 촌, 구마가네 촌, 가미아이코 촌, 시모아이코 촌, 고로쿠 촌의 5개 촌과 나토리 군 나가부쿠로 촌을 합병해 히로세 촌이 탄생하였다. 1953년에 정촌합병촉진법에 따라 히로세촌, 오사와촌을 합병하고 주변의 지역들을 합치는 방안을 마련했다. 2개의 촌이 합쳐짐에 따라 1954년에 히로세 촌과 오사와 촌이 합병을 결정하였다. 1955년 2월 1일엔 미야기촌이 성립해, 소멸하였다.

## 인구
히로세 촌 성립당시, 1889년의 인구는 2668명이었고, 인구 조사가 시작된 1920년의 인구는 3829명이었고, 1925년에는 3897명이 되었다.

## 교통

### 철도
- 일본국유철도 (현:동일본 여객철도) 센잔선

### 국도
- 국도 4호선 (에도 시대와 메이지 시대에는 센다이와 야마가타를 잇는 가도로서 사쿠나미 가도가 중요했다)

## 참고서적
- 『미야기현 정촌 합병지』(미야기현 지방과, 1958)